# Leonard William Henry Mathias
Leonard William Henry Mathias, britanski general, * 1890, † 1972.